# いそしお (潜水艦・2代)
いそしお（ローマ字：JS Isoshio, SS-594, TSS-3611）は、海上自衛隊の潜水艦。おやしお型潜水艦の5番艦。艦名は礒潮から由来し、この名を受け継いだ日本の艦艇としては、うずしお型潜水艦「いそしお」（SS-568）に続き2代目にあたる。

## 艦歴
「いそしお」は、中期防衛力整備計画に基づく平成9年度計画2700トン型潜水艦8109号艦として、川崎重工業神戸工場で1998年3月9日に起工され、2000年11月27日に進水、2001年8月24日に公試開始、2002年3月14日に就役し、第1潜水隊群第1潜水隊に編入され呉に配備された。
2003年7月30日、米国派遣訓練のためハワイに向けて呉を出港し、10月下旬に呉に帰港した。
2012年10月14日、自衛隊観艦式に参加。
2025年3月14日、練習潜水艦「みちしお」の除籍に伴い、練習潜水艦に種別変更され、潜水艦隊直轄第11潜水隊に編入された。定係港は呉。

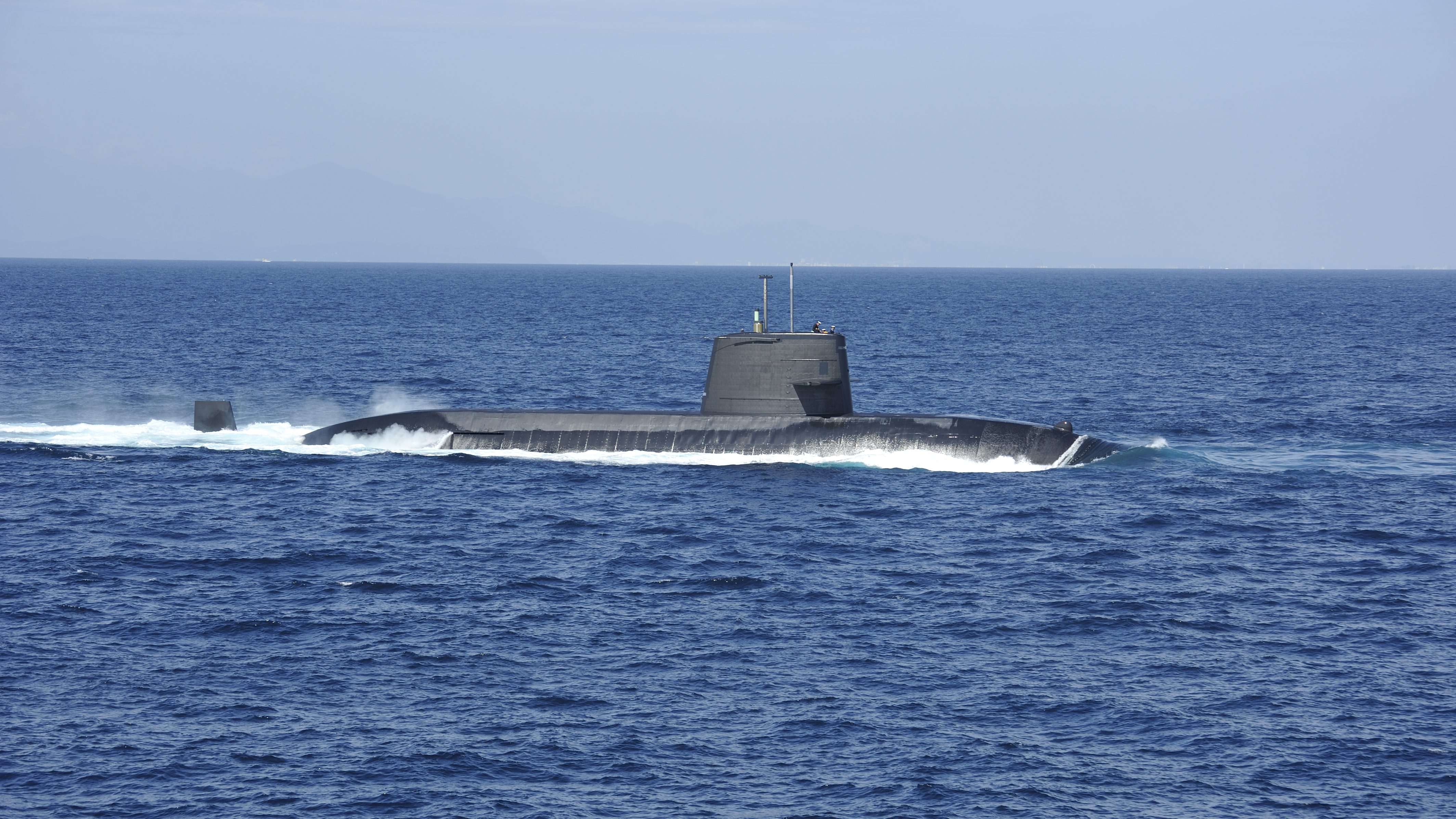
自衛隊観艦式予行における「いそしお」（相模湾で撮影）

### 歴代艦長
| 代 | 氏名       | 在任期間               | 出身校・期 | 前職                           | 後職                         | 備考    |
| -- | ---------- | ---------------------- | ---------- | ------------------------------ | ---------------------------- | ------- |
| 1  | 四元和生   | 2002.3.14 - 2003.3.24  | 防大23期   | いそしお艤装員長               | 海上自衛隊幹部学校学校教官   |         |
| 2  | 隈元均夫   | 2003.3.25 - 2005.7.31  | 防大28期   | 潜水艦教育訓練隊               | あさしお艦長                 |         |
| 3  | 日髙 隆    | 2005.8.1 - 2008.7.31   | 防大31期   | なつしお艦長                   |                              |         |
| 4  | 三原重輝   | 2008.8.1 - 2011.11.30  |            | 潜水艦教育訓練隊               | 海上幕僚監部総務部総務課     |         |
| 5  | 山本康司   | 2011.12.1 - 2013.7.9   | 防大37期   | 潜水艦隊司令部                 | あさしお艦長                 |         |
| 6  | 磯野 健    | 2013.7.10 - 2014.10.9  |            | 潜水艦教育訓練隊               | 海上幕僚監部防衛部運用支援課 |         |
| 7  | 野中賢太   | 2014.10.10 - 2016.3.3  | 防大42期   | 潜水艦隊司令部                 | 海上幕僚監部人事教育部補任課 |         |
| 8  | 原田康平   | 2016.3.4 - 2017.3.26   |            | 潜水艦隊司令部                 |                              |         |
| 9  | 日置壮史   | 2017.3.27 - 2019.3.14  | 防大40期   | 地方協力局沖縄調整官付         | みちしお艦長                 | 3等海佐 |
| 10 | 久保野洋人 | 2019.3.15 - 2020.7.16  |            | 自衛艦隊司令部兼護衛艦隊司令部 | じんりゅう艦長               |         |
| 11 | 佐藤直幸   | 2020.7.17 - 2021.10.31 |            | 海上幕僚監部副監察官           | まきしお艦長                 |         |